# Croix de Korolev

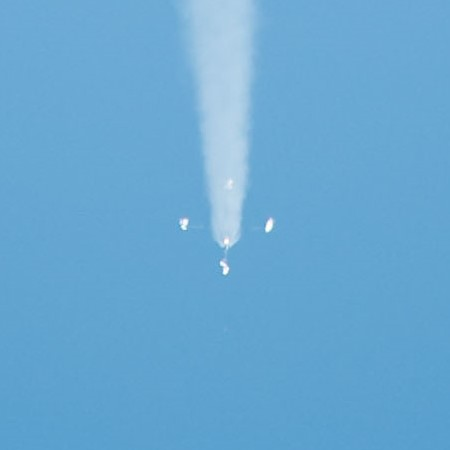
Une croix de Korolev

La croix de Korolev est une figure tracée dans le ciel lors de la séparation du premier étage des lanceurs spatiaux russes de la famille R-7 (dont le Soyouz). Celui-ci est constitué de quatre propulseurs coniques identiques attachés le long du corps central du lanceur.
Le nom de croix de Korolev vient de Sergueï Korolev, fondateur de l'astronautique soviétique.

## Principe
Lorsque les réservoirs latéraux (blocs B, V, G et D) d'un lanceur de la famille des R-7 sont presque vides, un système vient créer une ouverture sur le haut des reservoirs d'oxygène. L'oxygène liquide fuit alors par l'ouverture du fait de la différence de pression entre l'atmosphère et l'intérieur du réservoir. Cette fuite de gaz provoque une légère poussée qui écarte les 4 blocs par le haut. Avec la vitesse de la fusée, les blocs finissent par être éjectés du corps central en se retournant successivement, formant alors la croix de Korolev.

## Galerie

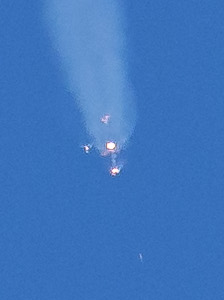
Croix de Korolev de la mission Soyouz MS-10 de l’expédition 57 de la Station spatiale internationale. La Croix de Korolev n’est pas parfaite, car un des boosters de l’étage a percuté l’étage central, causant ainsi l’échec de la mission.
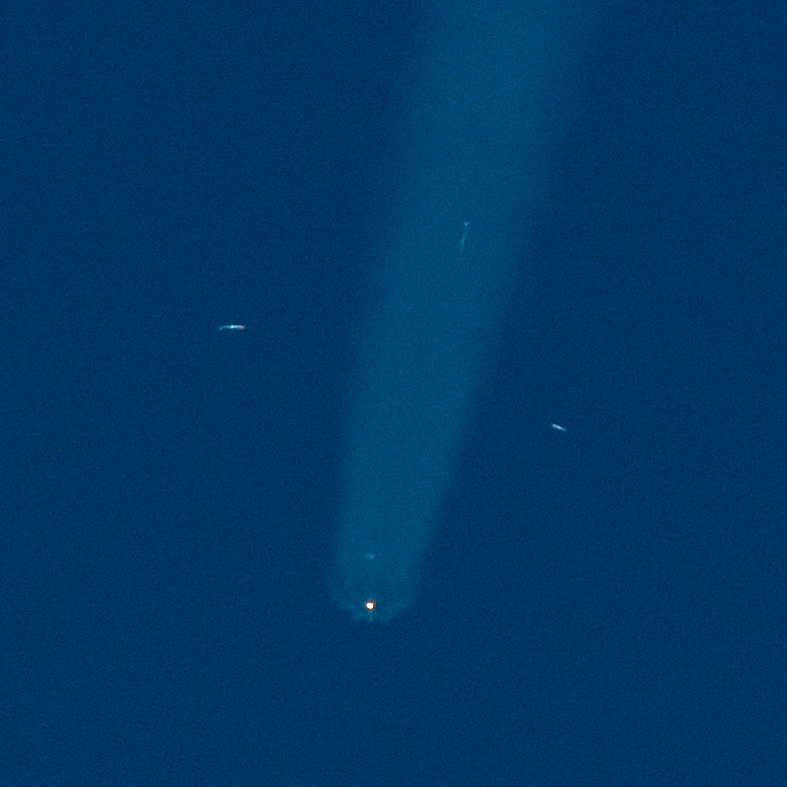
Croix de Korolev de la mission Soyouz TMA-19M de l’expédition 46 de la Station spatiale internationale
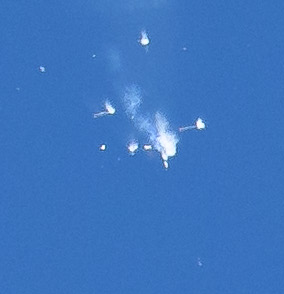
Croix de Korolev de Soyouz MS-10  (autre photo)